# Cykling under sommer-OL 1932
Cykling ved sommer-OL 1932. Cykling var med for niende gang på det olympiske program 1932 i Los Angeles. Der blev konkurreret om totalt seks olympiske titler, to på landevej og fire på bane, kun for mænd. Italien blev bedste nation foran Frankrig.

## Medaljer
| Cykling OL 1932 Los Angeles | Cykling OL 1932 Los Angeles | Cykling OL 1932 Los Angeles | Cykling OL 1932 Los Angeles | Cykling OL 1932 Los Angeles | Cykling OL 1932 Los Angeles |
| --------------------------- | --------------------------- | --------------------------- | --------------------------- | --------------------------- | --------------------------- |
| Nr.                         | Land                        | Guld                        | Sølv                        | Bronze                      | Totalt                      |
| 1.                          | Italien                     | 3                           | 1                           | 1                           | 5                           |
| 2.                          | Frankrig                    | 1                           | 2                           | 1                           | 4                           |
| 3.                          | Holland                     | 1                           | 1                           | 0                           | 2                           |
| 4.                          | Australien                  | 1                           | 0                           | 0                           | 1                           |
| 5.                          | Danmark                     | 0                           | 1                           | 1                           | 2                           |
| 5.                          | Storbritannien              | 0                           | 1                           | 1                           | 2                           |
| 7.                          | Sverige                     | 0                           | 0                           | 2                           | 2                           |
| Totalt                      | Totalt                      | 6                           | 6                           | 6                           | 18                          |

## Bane

### Sprint
| Placering | Land | Udøvere            | Tid    |
| --------- | ---- | ------------------ | ------ |
| 1.        | NED  | Jacobus van Egmond | 12,6 s |
| 2.        | FRA  | Louis Chaillot     |        |
| 3.        | ITA  | Bruno Pellizzari   |        |

### 1000 m tempo
| Placering | Land | Udøvere             | Tid             |
| --------- | ---- | ------------------- | --------------- |
| 1.        | AUS  | Edgar Laurence Gray | 1.13,0 min (OR) |
| 2.        | NED  | Jacobus van Egmond  | 1.13,3 min      |
| 3.        | FRA  | Charles Rampelberg  | 1.13,4 min      |

### Tandem
| Placering | Land | Udøvereen                        |
| --------- | ---- | -------------------------------- |
| 1.        | FRA  | Maurice Perrin Louis Chaillot    |
| 2.        | GBR  | Ernest Chambers Stanley Chambers |
| 3.        | DEN  | Willy Gervin Harald Christensen  |

### 4000 m forfølgelsesløb
| Placering | Land | Udøvere                                                         | Tid        |
| --------- | ---- | --------------------------------------------------------------- | ---------- |
| 1.        | ITA  | Marco Cimatti Paolo Pedretti Alberto Ghilardi Nino Borsari      | 4.53,0 min |
| 2.        | FRA  | Amédée Fournier René Le Grevès Henri Mouillefarine Paul Chocque | 4.55,7 min |
| 3.        | GBR  | Ernest Johnson William Harvell Frank Southall Charles Holland   | 4.56,0 min |

## Landevej

### Individuelt (100 km)
| Placering | Land | Udøvere          | Tid       |
| --------- | ---- | ---------------- | --------- |
| 1.        | ITA  | Attilio Pavesi   | 2.28.05,6 |
| 2.        | ITA  | Guglielmo Segato | 2.29.21,4 |
| 3.        | SWE  | Bernhard Britz   | 2.29.45,2 |

### Holdkonkurrence (100 km)
| Placering | Land | Udøvere                                       | Tid       |
| --------- | ---- | --------------------------------------------- | --------- |
| 1.        | ITA  | Attilio Pavesi Guglielmo Segato Giuseppe Olmo | 7.27.15,2 |
| 2.        | DEN  | Frode Sørensen Leo Nielsen Henry Hansen       | 7.38.50,2 |
| 3.        | SWE  | Bernhard Britz Arne Berg Sven Höglund         | 7.39.12,6 |